# 加拿大農業及農業食品部
农业与农业食品部（英語：Agriculture and Agri-Food Canada，缩写AAFC），通稱，是加拿大政府负责農業生產、農場經營收入、研究、開發、檢驗、動植物規範、農村發展等政策的行政部门。

## 机构设置
加拿大农业与农业食品部设置下列机构：
- 加拿大农业审裁法庭（英语：Canada Agricultural Review Tribunal）
- 加拿大乳制品委员会（英语：Canadian Dairy Commission）
- 加拿大粮食委员会（英语：Canadian Grain Commission）
- 加拿大农场信用社（英语：Farm Credit Canada）
- 加拿大农产品理事会（英语：Farm Products Council of Canada）
- 加拿大农业平价管理局（英语：Canadian Pari-Mutuel Agency）